# Inge Feltrinelli
Pour les articles homonymes, voir Feltrinelli.
Inge Feltrinelli, née Schönthal (née à Essen le 24 novembre 1930 et morte à Milan le 20 septembre 2018,) est une photographe italienne d'origine allemande et directrice avec son fils Carlo de la maison d'édition italienne Éditions Feltrinelli.

## Biographie
Inge Feltrinelli est la fille de Siegfried et Trudel Schönthal. Son père juif a émigré aux Pays-Bas en 1938, où il a accepté de divorcer de sa femme qui en 1939 épouse l'officier Otto Heberling, désormais beau-père d'Inge. En tant que « métisse juive », elle doit quitter le lycée de Göttingen peu avant la fin de la guerre, en mars 1945.
Inge Schönthal commence sa carrière en tant que photographe à Hambourg. En 1952, lors d'un long séjour à New York, elle a pu photographier des personnalités comme Greta Garbo, Elia Kazan, John Fitzgerald Kennedy et Winston Churchill. Elle a également lié des liens d'amitié avec Erwin Blumenfeld. Parmi ses plus célèbres photos figurent celles des auteurs Ernest Hemingway, Edoardo Sanguineti, Allen Ginsberg, Günter Grass, Nadine Gordimer et des artistes Pablo Picasso et Marc Chagall.
En 1958, elle rencontre l'éditeur de gauche italien Giangiacomo Feltrinelli qu'elle épouse au Mexique et suit à Milan. Elle assure les relations internationales pour la maison d'édition et en devient de facto la dirigeante quand Giangiacomo Feltrinelli rentre dans la clandestinité, « en lutte pour la révolution contre l'Impérialisme »,.
En 1969, elle est nommée vice-présidente de la société à la suite de la décision de Feltrinelli, qui en reste président de nom seulement, en prévision de son passage à la clandestinité.
En 1972, quand Giangiacomo Feltrinelli meurt en participant à une attaque terroriste du réseau électrique à Milan, Inge Feltrinelli  devient présidente de la société, qu'elle dirige avec son fils Carlo. 
Après la mort de son mari, elle change le programme pour repondre à la tendance du marché et publie moins de titres politiques.
En plus de la littérature politiquement engagée, elle publie désormais des livres sur la mode et le style de vie, ainsi que des enregistrements sonores, des livres de cuisine et des livres électroniques. Elle crée une chaîne de librairies en Italie, dont les succursales se caractérisant par de petits cafés et des coins de lecture qui s'implantent  dans une centaine de villes.
En 1998, son fils Carlo reprend la direction de la maison d'édition. Inge Feltrinelli en est restée la présidente et responsable des relations publiques, participant à des foires commerciales et des conférences avant de se retirer progressivement des affaires.
Néanmoins, Il Giornale rappelle qu'Inge Feltrinelli était concernée de près par le « fanatisme idéologique » et rappelle quand Indro Montanelli en juin 1977 a été visé par les Brigades Rouges. Immobilisé sur un lit d'hôpital, le journaliste écrivait alors dans son journal : « Mais la nouvelle qui me réjouit le plus, c'est que dans deux salons milanais, celui d'Inge Feltrinelli et celui de Gae Aulenti a été porté un toast à l'attaque que j'ai subie, en regrettant que je m'en sois tiré ».

## Distinctions
- Italie : Cavaliere di Gran Croce, 1999
- France : médaille Charlemagne pour les médias européens, 2011
- Allemagne : ordre du Mérite de la République fédérale d'Allemagne, 1999

## Ouvrages
- Inge Feltrinelli, Mit Fotos die Welt erobern [Conquérir le monde avec des photos], Gœttingue, 1st, 2013, 280 p. (ISBN 978-3-86930-529-5)
- Inge Feltrinelli, Photographs, Steidl, 2013, 280 p. (ISBN 978-3-86930-583-7)